# O Século (Brasil)
O Século foi um jornal fundado pelo Pr. William C. Porter em 1895, na cidade de Natal, capital do estado do Rio Grande do Norte. O principal objetivo da publicação era divulgar a doutrina protestante.